# Casa-fàbrica Camps
La casa-fàbrica Camps era un conjunt d'edificis situats al carrer Nou de la Rambla i de l'Om del Raval de Barcelona, actualment desapareguts.

## Història
El 1792, el fabricant d'indianes Joan Olivet i Ferrusola va adquirir en emfiteusi dues parcel·les procedent dels terrenys de la fàbrica d'indianes de Gregori French, que formaven un solar de 60 pams d'amplada i uns 350 de fondària, on el 1795 va demanar permís per a construir una casa-fàbrica de planta baixa i quatre pisos, segons el projecte del mestre de cases Josep Mestres i Ximénez, avi de l'arquitecte vuitcentista Josep Oriol Mestres i Esplugas.
El 1804, la propietat fou adquirida pel fabricant Hemeteri (o Armenter) Camps, que el 1830 va demanar permís per a continuar l'obra de la seva casa amb planta baixa i tres pisos, segons el projecte del mestre de cases Bernat Pou, i el 1842 hi tenia una fàbrica de teixits de cotó. El 1844, Antoni Camps i Ramon va demanar llicència per a instal·lar una màquina de vapor de 10 CV a la filatura de cotó, i el 1845 va constituir una societat amb Pau Torrents i Miralda per a llogar-ne les instal·lacions. El 1849, la filatura figurava a nom d'Elias, Tardà i Cia, posteriorment Tardà Fill i Cia.
El 1845, Camps va adquirir en emfiteusi a Felip Rigalt i Caponata l'anomenat «hort d'en Caponata» al carrer de Trentaclaus (actualment Arc del Teatre), on va fer construir unes noves «quadres» (vegeu casa-fàbrica Torrents), i també en va parcel·lar una part per a establir-la en emfiteusi a diversos particulars. L'any següent, va demanar permís per a instal·lar-hi una nova màquina de vapor de 40 CV enmig de les dues parcel·les segons els plànols del mestre d'obres Francesc Ubach.
El 1853, va adquirir en emfiteusi a Josep Rosés i Ricart (vegeu casa-fàbrica Rosés) i la seva dona Isabel Feliu una altra parcel·la al carrer de l'Om, 21, i el 1863, els seus creditors van instar la subhasta de les dues finques, finalment adjudicades a Miquel Cantallops i Barnola, que els va rescabalar. El 1866, aquest va demanar permís per a reformar la xemeneia del carrer de l'Om, segons el projecte del mestre d'obres Antoni Valls i Galí.
El 1872 es va obrir als baixos del carrer Nou de la Rambla, 67 la primera casa de socors de l'associació benèfica Amics dels Pobres. Tenia una sala d'operacions i sales d'assistència amb 5 llits en total. Oberta les 24 hores, hi havia torns de metges, practicants, farmacèutics, mossos i porter. El personal facultatiu actuava de franc, i els medicaments i gran part de l'utillatge havien estat regalats. La inauguració d'aquest establiment va concitar els elogis dels barcelonins, contrastant amb la passivitat de l'Ajuntament.
A principis del segle xx hi havia al carrer de l'Om la fàbrica de tints i aprests de Segimon Meyer i Cia, posteriorment absorbida per Manuel Kirchner i Alba (que tenia la seva fàbrica d'aprests al carrer Nou de la Rambla, 65) sota la raó social Successor de Segimon Meyer i Cia, que va acabar en fallida.
A la dècada del 1960, la finca del carrer Nou de la Rambla fou enderrocada per a l'obertura de l’Avinguda de les Drassanes, mentre que la del carrer de l'Om ho fou al voltant del 1980.

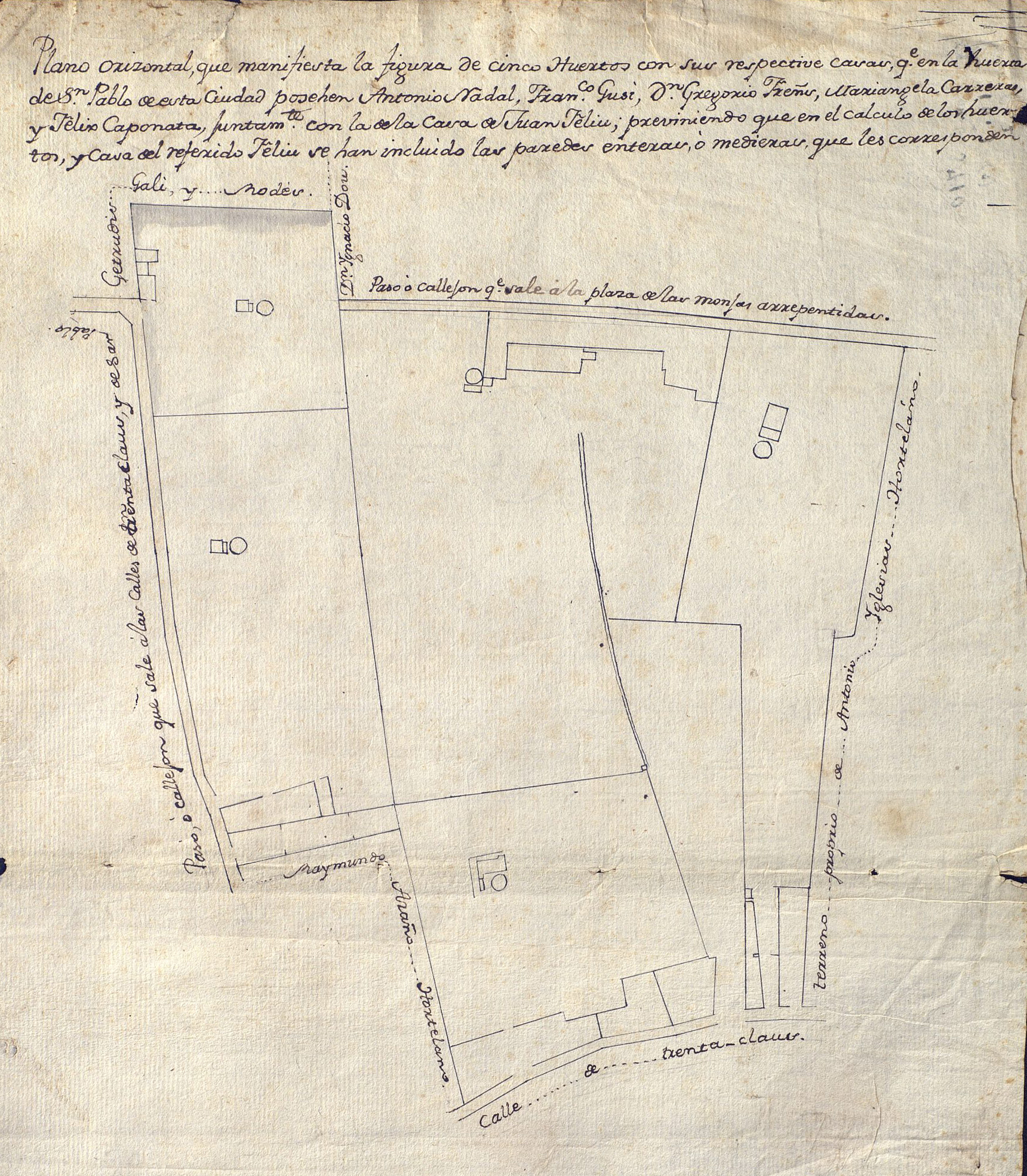
Plànol on es localitza la fàbrica d'indianes de Gregori French i l'hort d'en Caponata

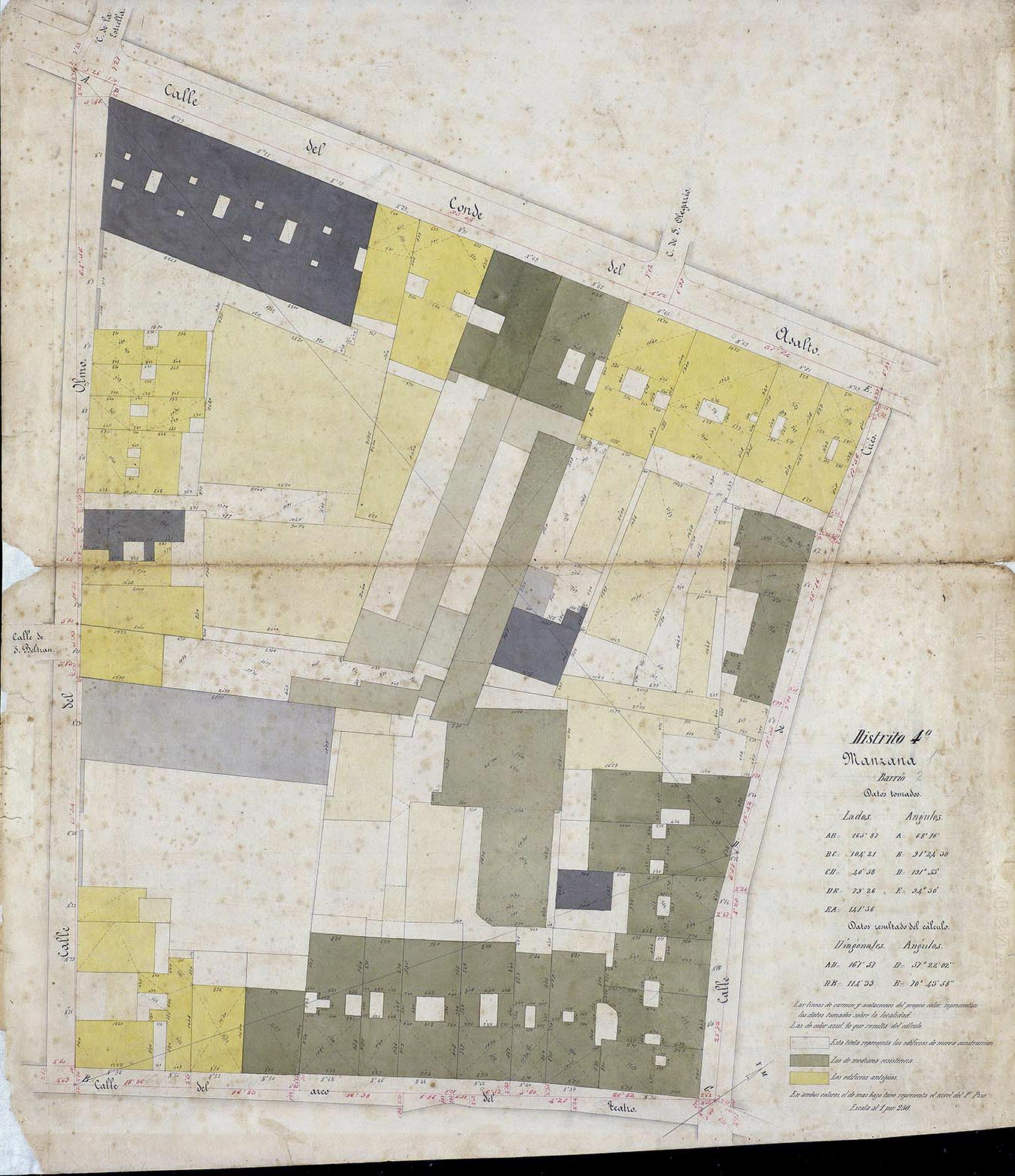
Quarteró núm. 85 de Garriga i Roca (c. 1860)